# 高村镇 (麻阳县)
高村镇是中华人民共和国湖南省怀化市麻阳苗族自治县下辖的的一個鎮，总面积48.0平方千米，总人口5.21万人，镇人民政府驻高垅坪。現在的高村鎮是於2006年合併原本的高村鎮和高村鄉而成立的。

## 行政区划
高村镇下辖以下地区：
兴隆街社区、兰家社区、尧里社区、渔子坡社区、学里社区、滨河社区、逢爷社区、高垅社区委会、通灵溪村、大垅冲村、漫水村、马兰村、通溪村、帽子坡村、车头村、龙池村、大塘村和大力林村。